# Cassa del Mezzogiorno

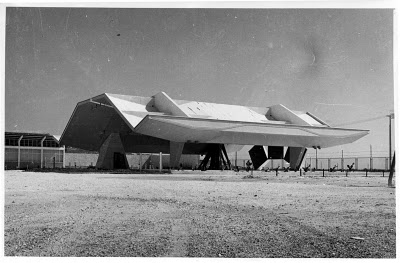
Pavillon construit à Cagliari en 1953 afin de promouvoir l'action de la Cassa del Mezzogiorno en Sardaigne.

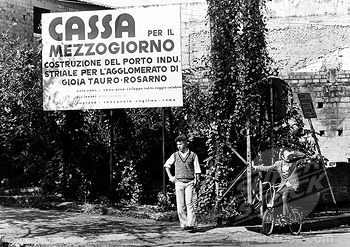
Panneau informatif indiquant les travaux entrepris sous l'égide de la Cassa del Mezzogirno en Italie du Sud

La Cassa del Mezzogiorno ou encore Cassa per il Mezzogiorno (qui pourrait se traduire en français par « Caisse du Midi » ou « Caisse pour le Midi ») est un fonds public mis en place en Italie par le gouvernement italien pour stimuler la croissance économique et le développement dans les régions moins développées en Italie du Sud (également appelé « Mezzogiorno »).

## Histoire et description
Après la fin du Plan Marshall, le gouverneur de la Banque d'Italie, Donato Menichella obtient d'Eugene R. Black Sr, président de la Banque mondiale, des prêts pour financer la modernisation du Sud de l'Italie.  
Initié par le vote de l'assemblée régionale sicilienne le 9 mai 1950 pour le développement industriel de l'île, et répondant à la dimension réparatrice que revendiquait les autonomistes vis-à-vis de l’État central, le fonds « pour les travaux extraordinaires d'intérêt public dans le Midi italien », créé par la loi du 10 août 1950, était principalement affecté à la construction des travaux publics et d'infrastructures (routes, voies ferroviaires, ponts, centrales hydroélectriques et irrigation). Le fonds offrait ainsi des subventions, du crédit et des avantages fiscaux pour promouvoir les investissements. Il est finalement dissous en 1984. Sa fonction est néanmoins recréée sous une autre forme en 1986 par l’« Agenzia per la promozione e lo sviluppo del Mezzogiorno » mais elle est elle aussi supprimée en 1992. 
Le financement du plan fut établi à 100 milliards de lires par an sur une période de dix ans (1951-1960), c'est-à-dire 1 000 milliards de lires au total. Ce chiffre sera ensuite augmenté en 1952 à 1 280 milliards à utiliser entre 1951 et 1962. L'agriculture obtient la moitié de ces aides, les infrastructures 30 %, les 20 % autres étant répartis entre l'industrie, l'artisanat et le tourisme. Son action est complétée par celle de l'Associazione per lo sviluppo dell'Industria nel Mezzogiorno (Association pour le développement de l'Industrie dans le Mezzogiorno, ou SVIMEZ), créée en 1946.
Un des instruments de planification utilisé pour la finalisation des interventions était le « plan A.S.I. », un plan destiné à la création de Aree di Sviluppo Industriale (« Zones de développement industriel ») : il prévoyait la création de consortiums réalisés selon les directives de la loi du 29 juillet 1957 n. 634 (Provvedimenti per il Mezzogiorno), dans un plan sectoriel piloté par les communes, provinces, chambres de commerce afin de promouvoir le développement industriel et la réalisation d'infrastructures de base dans les zones concernées par l'action de la Cassa per il Mezzogiorno. Par la loi de 1957, les fonds sont destinées à 50% à l'industrie contre 20 % à l'agriculture dans les années 1960.
Les financements du fonds interviennent principalement dans les zones rurales permettant à l'Italie du Sud d'entrer dans le monde moderne, bien qu'il y ait des preuves que certains de ces fonds ait été gaspillés en raison de la mauvaise gestion financière par les institutions locales. L'historien Denis Mack Smith a noté, dans les années 1960, que près d'un tiers de l'argent a été ainsi gaspillé. Les aciéries et autres projets promis ne sont pas terminés et des projets d'irrigation et de barrage n'ont pas été achevés comme prévu. Tous ces ouvrages inachevés ou tombés en désuétude car non adaptés sont définis par Luigi Sturzo sous le terme cattedrali nel deserto (« cathédrales dans le désert »).
Une autre raison de l'échec du projet est le détournement de fonds à d'autres fins par la mafia.
L'industrie créée par le gouvernement était marginale, mais le besoin de main-d'œuvre qualifiée a entraîné une baisse du taux de chômage en Italie du sud. 
Le journaliste italien Luigi Barzini (it) a également noté que les fonds étaient généralement donnés aux grandes entreprises italiennes afin de construire à grande échelle, des usines de fabrication hautement automatisées nécessitant de grandes quantités d'argent et demandant peu de main d'œuvre. En outre, les financements ont surtout bénéficié aux industries du Nord qui ont réalisé les travaux de gros œuvre ou qui ont délocalisé une partie de leur production dans des locaux neufs et des outils modernes financés par l'état comme Fiat qui a bénéficié des fonds pour ses usines ultramodernes construites à Cassino, Termoli et Melfi.